# Nagrada nebula
Nagrado nebula (angleško Nebula Award) podeljuje vsako leto Društvo ameriških pisateljev znanstvene fantastike in fantazije (Science Fiction and Fantasy Writers of America, SFWA) za najboljše znanstvenofantastično ali fantazijsko delo, objavljeno v prejšnjih dveh letih v Združenih državah Amerike. Nagrada ni denarna, prejemnik dobi skulpturo – prozorno kocko z vdelano svetlečo se spiralno meglico (nebulo). Poleg nagrade hugo velja za najprestižnejšo književno nagrado na področju znanstvene fantastike in fantazije.
Nagrade nebula se podeljujejo od leta 1965, takrat je nagrado za najboljši roman dobil roman Dune (Sipina) avtorja Franka Herberta. Avtorji, ki so največkrat prejeli to nagrado, so Joe Haldeman (petkrat), Greg Bear (trikrat), Lois McMaster Bujold (trikrat), Harlan Ellison (trikrat), Ursula Kroeber Le Guin (trikrat) in Roger Zelazny (trikrat).

## Kategorije
Za nagrado se lahko potegujejo znanstvenofantastična in fantazijska književna dela iz petih kategorij po naslednjih definicijah:
- roman — 40.000 besed ali več
- novela — 17.500–39.999 besed
- povest — 7500–17.499 besed
- kratka zgodba — 7499 besed ali manj
- scenarij za zvočni zapis, radio, televizijo, film, večpredstavnostne vsebine ali gledališče

Na avtorjevo željo se lahko novela, ki je bila izdana samostojno (torej ne kot del antologije ali drugačne zbirke), obravnava kot roman.

## Postopek izbire
Dejavni člani SFWA lahko priporočijo književno delo za predhodno glasovanje v roku 12 mesecev od izida. Na predhodno glasovanje se uvrsti vsako delo, ki v tem času dobi 10 ali več priporočil. 5 od teh iz vsake kategorije, ki na predhodnem glasovanju dobi največ glasov (ali več, če je bilo število glasov izenačeno), se uvrsti v glavno glasovanje. Poleg njih lahko posebna žirija v glavni del glasovanja uvrsti še po eno delo iz vsake kategorije, ki si po mnenju njenih članov to zasluži. Nato člani na vsakoletni ceremoniji glasujejo za zmagovalca v vsaki kategoriji.
Posebnost nagrad nebula je, da se lahko delo uvrsti v predhodno glasovanje za eno leto po tistem, ko je bilo izdano, če je od izdaje do konca postopka izbire del za predhodno glasovanje preteklo manj kot eno leto, vendar se upoštevajo le priporočila, ki jih žirija dobi do izteka 12 mesecev od meseca izdaje. Tak postopek zagotavlja, da dela, izdana v določenem delu leta, nimajo prednosti pri izbiri. Za primer, povest Dance of the Yellow-Breasted Luddites avtorja Williama Shunna je izšla julija 2000 in so jo lahko člani SFWA priporočili za predhodno glasovanje do konca junija 2001. Ker do izteka leta 2000 ni dobila potrebnih 10 priporočil, se je uvrstila na predhodno glasovanje za leto 2001 (in kasneje tudi na glavno glasovanje), ki so ga člani SFWA opravili leta 2002.